# Politopo regular

Un dodecaedro, uno de los cinco sólidos platónicos.

En matemáticas, un politopo regular es una figura geométrica con un alto grado de simetría.
Ejemplo de politopos regulares en dos dimensiones son el cuadrado, el pentágono y el hexágono regular. En tres dimensiones incluyen los sólidos platónicos (poliedros regulares). Existen ejemplos también en dimensiones superiores. Los círculos y las esferas, aunque altamente simétricos, no son considerados politopos porque no tienen caras planas. La fuerte simetría de los politopos regulares les otorga una cualidad estética que interesa a los matemáticos.
Muchos politopos regulares existen en la naturaleza y han sido conocidos desde la prehistoria. El más antiguo tratamiento matemático de esos objetos viene de los antiguos matemáticos griegos tales como Euclides. Verdaderamente, Euclides escribió un estudio sistemático de las matemáticas, publicándolo con el nombre de Elementos de Euclides, en el cual construyó una teoría lógica de la geometría y de la teoría de los números. Su trabajo concluyó con descripciones matemáticas de los cinco sólidos Platónicos.
La definición de los politopos regulares permaneció estática por muchos siglos después de Euclides. La historia del estudio de los politopos regulares ha sido una donde la definición fue ampliada, permitiendo más y más diferentes objetos a ser considerados entre su conjunto. Los cinco sólidos Platónicos fueron unidos, hacia la mitad del segundo milenio, por los poliedros de Kepler-Poinsot. Al final del siglo XIX los matemáticos habían empezado a considerar politopos regulares en cuatro y más dimensiones, tal como el teseracto o hipercubo y el 24cell. El último es difícil de visualizar, pero aún retiene el placer estético simétrico de sus primos de menores dimensiones. Más difíciles aún de imaginar son los más modernos politopos regulares abstractos tal como el 57cell o el 11cell. Los matemáticos que estudian tales objetos insisten, sin embargo, que las cualidades estéticas de esos objetos permanecen.

## Evolución del concepto

### Prehistoria
A los antiguos matemáticos griegos se les atribuye normalmente el descubrimiento de los poliedros regulares. Los primeros registros escritos vienen de autores griegos, quienes también formularon la primera descripción matemática.
En el mar Mediterráneo hubo otra civilización, la etrusca, que parece haber precedido a los griegos en el conocimiento de al menos uno de esos poliedros regulares, como se evidenció tras el descubrimiento cercano a Padua (en el norte de Italia) a finales del 1800 de un dodecaedro hecho de piedra jabón que data de hace más de 2500 años (Lindemann, 1987). Se puede argumentar, sin embargo, que la construcción de esta forma fue inspirada por el piritoedro (mencionado más adelante en este artículo), pues los minerales de pirita son relativamente abundantes en esa parte del mundo.
Previamente aún a los Etruscos, se han encontrado, en Escocia piedras talladas con formas que muestran la simetría de los cinco sólidos platónicos. Esas piedras están datadas con unos 4,000 años de antigüedad. Muestran no solo la forma de cada uno de los sólidos platónicos sino también las relaciones de dualidad entre ellos (esto es, que los centros de las caras del cubo dan lugar a los vértices de un octaedro, etc.) La página de John Evans (enlace roto disponible en Internet Archive; véase el historial, la primera versión y la última). en el Ashmolean Museum en la Universidad de Oxford muestra ejemplos de estos poliedros. Con todo, resulta imposible saber porqué se hicieron esos objetos o en qué se inspiró el escultor.
No hay pruebas de que los Etruscos o los antiguos escoceses tuvieran algún entendimiento matemático de los sólidos regulares ni tampoco existe prueba alguna de que no los tuvieran. La raíz del descubrimiento humano de los politopos tridimensionales, particularmente de los más simples, es seguramente imposible de rastrear. En todo caso, es el tratamiento que los antiguos matemáticos griegos dieron a los sólidos platónicos lo que ha llegado hasta nosotros y ha inspirado nuestros modernos cálculos matemáticos sobre ellos.

### Grecia antigua
Algunos autores (Sanford, 1930) atribuyen a Pitágoras (550 a. C.) la caracterización de los sólidos platónicos, mientras que otros indican que solamente tuvo conocimiento del tetraedro, el cubo y el dodecaedro, correspondiendo el descubrimiento de los otros dos a Teateto, quién formuló una descripción matemática de los cinco (Van der Waerden, 1954), (Euclides, libro XIII). H.S.M. Coxeter (Coxeter, 1948, sección 1.9) afirma que Platón (400 a. C.) habría hecho ya modelos de ellos, y menciona que uno de los primeros pitagóricos usó los cinco sólidos dando una correspondencia entre los poliedros y la naturaleza del universo tal y como era percibido. Es de Platón de donde se deriva el término de sólidos Platónicos.

### Poliedros estrella
Por casi 2000 años, el concepto de un politopo regular permaneció tal y como lo desarrollaron los antiguos matemáticos griegos. Se puede caracterizar la definición griega como sigue:
- Un polígono regular es una figura plana convexa cuyos lados y esquinas son iguales.
- Un poliedro regular es una figura sólida convexa cuyas caras son polígonos regulares iguales cuyos vértices se tocan con el mismo número de polígonos.

Esta definición descarta, por ejemplo, a la pirámide cuadrada en la cual aunque todas las caras son regulares, la base cuadrada no es congruente a los lados triangulares, o en la figura formada al unir dos tetraedros por una de sus caras dónde aunque todas las caras son triángulos equiláteros regulares e iguales entre sí, algunos vértices unen tres triángulos y otros cuatro.
Finalmente, a principios del siglo XV, la siguiente generación de politopos regulares empezó a emerger. Los poliedros estrellados regulares son llamados sólidos de Kepler-Poinsot en honor a Johannes Kepler y Louis Poinsot. Estas figuras contienen polígonos regulares no-convexos, llamados pentagramas, formando caras que rodean los vértices. Los dos poliedros de Kepler fueron construidos por otros antes de él pero Kepler fue el primero en ver que se podían considerar como "regulares" si no se tenía en cuenta la restricción de que los politopos regulares han de ser convexos. Más tarde, Poinsot descubrió los dos que faltaban. Cayley les dio nombres ingleses que fueron aceptados. Los de Kepler se llamaron pequeño dodecaedro estrellado y gran dodecaedro estrellado, y los de Poinsot gran icosaedro y gran dodecaedro.
Los poliedros de Kepler-Poinsot se pueden construïr a partir de los sólidos platónicos mediante un proceso llamado estrellamiento. Muchas estrellaciones no son regulares. El estudio de las estrellaciones de los sólidos platónicos tomó fuerte impulso por gracias H.S.M. Coxeter y otros en 1938, con el ahora famoso artículo El icosaedro 59. Este trabajo ha sido recientemente republicado (Coxeter, 1999).
El proceso reciproco del estrellamiento es el facetado. Cada estrellamiento de un politopo es dual, o recíproca, a algún facetado del politopo dual. Los poliedros regulares estrellados pueden también ser obtenidos al facetar los sólidos platónicos. N.J. Bridge (1974) clasificó los facetados más simples del dodecaedro, y al buscar sus recíprocos descubrió un estrellamiento del icosaedro que no aparecía en el famoso artículo El icosaedro 59. Se han descubierto más poliedros estrellados desde entonces, y la historia aún continúa.

### Politopos de más dimensiones
No fue hasta el siglo XIX cuando un matemático suizo, Ludwig Schläfli, examinó y caracterizó los politopos regulares de más dimensiones. Sus esfuerzos fueron publicados por entero seis años después de su muerte (Schläfli, 1901), aunque partes de su investigación ya habían sido publicadas en 1855 y 1858 (Schläfli, 1855), (Schläfli, 1858). Entre 1880 y 1900, los resultados de Schläfli fueron redescubiertos independientemente por al menos otros nueve matemáticos (ver (Coxeter, 1948, pp. 143-144) para más detalles).
La última referencia es, probablemente, el tratamiento impreso más claro de los resultados de Schläfli y otros hasta la fecha. Schläfli mostró que hay seis politopos regulares convexos en cuatro dimensiones, y solo tres cuando las dimensiones son cinco o más (las generalizaciones del tetraedro, cubo y octaedro). Pueden encontrarse descripciones de estos en la lista de politopos regulares. También son de interés los politopos estrellados de cuatro dimensiones, no descubiertos por Schläfli, y también están descritos en la lista mencionada.
Al inicio del siglo XX, la definición de un politopo regular se estableció como sigue:
- Un polígono regular es un polígono con todos los lados iguales y con todos los ángulos iguales.
- Un poliedro regular es un poliedro cuyas caras son polígonos regulares congruentes, y con todos las figuras de vértice congruentes y regulares.
- De la misma manera, un n-politopo regular es un politopo n-dimensional en el cual todas las caras (n−1)-dimensionales son regulares y congruentes, y en el cual los vértices figurados son todos regulares y congruentes.

La última es una definición "recursiva". Define la regularidad de figuras de dimensiones superiores en términos de figuras regulares de una dimensión inferior. Hay una definición equivalente (no-recursiva), que establece que un politopo es regular si tiene un suficiente grado de simetría.
- Un n-politopo es regular si cualquier lista consistente de un vértice, un lado que lo contiene, una cara bidimensional que cntiene a ambos, y así hasta n − 1 dimensiones pueden ser proyectado a cualquier otro por una simetría del politopo.

Así, por ejemplo, el cubo es regular porque si escogemos un vértice del cubo, uno de los tres lados adyacentes y una de las dos caras conteniendo el lado, entonces ésta tripleta (vértice, lado, cara) puede ser proyectada a cualquier otra tripleta por una simetría adecuada del cubo.

### Politopos regulares abstractos
En el siglo XX, se realizaron algunos desarrollos importantes. Los grupos de simetría de los politopos regulares clásicos se generalizaron en lo que ahora se denominan grupos de Coxeter. Los grupos de Coxeter también incluyen los grupos simétricos de teselaciones del espacio o del plano. Por ejemplo, el grupo de simetría de un tablero de ajedrez infinito sería un grupo de Coxeter.
En los años 1960 Branko Grünbaum hizo un llamamiento a la comunidad matemática para que se consideraran más tipos de politopos regulares abstractos, a los que denominó polistrómatas. Desarrolló la teoría de los polistrómatas, mostrando ejemplos de nuevos objetos que nombró apeirotopos regulares, esto es, politopos regulares con una infinidad de caras. Un ejemplo sencillo de un apeirógono pudiera ser un zig-zag. Parece satisfacer la definición de un polígono regular; todos los lados tienen la misma longitud, y todos los ángulos son iguales. Y más importante aún, hay simetrías en el zig-zag que permiten partir la figura en dos partes iguales desde cualquier vértice.
Grünbaum también descubrió el 11-cell, un bello poliedro tetradimensional autodual. El 11-cell es un objeto cuyas caras no son icosaedros, sino hemicosaedros, es decir, tienen la forma que se obtendría si se consideran las caras opuestas del icosaedro como una misma cara (Grünbaum, 1977). El hemicosaedro tiene solamente 10 caras triangulares y 6 vértices, a diferencia del icosaedro, que tiene 20 y 12.
Este concepto puede ser más fácil de aprehender para el lector si se considera la relación del cubo con el hemicubo. Un cubo ordinario tiene 8 vértices, que pudieran ser etiquetados de A a H, con A opuesto a H, B a G, etc. En un hemicubo, A y H serían tratados como el mismo vértice; así también para B y G, y para el resto de elementos. La arista AB vendría a ser la misma que GH, y la cara ABEF la misma cara que CDGH. La nueva forma tiene solo tres caras, 6 aristas y 4 vértices.
Unos pocos años después del descubrimiento de Grünbaum del 11-cell, H.S.M. Coxeter descubrió la misma forma de manera independiente. Antes, Coxeter había descubierto un politopo similar, el 57-cell (Coxeter, 1982, 1984).
El estudio de los polistrómatas fue relegado cuando los matemáticos cambiaron sus intereses por otros conceptos abstractos similares, incluyendo los conceptos de edificios y geometrías, politopos abstractos, conjuntos de Euler y otros. El 11-cell y el 57-cell permanecen como importantes ejemplos de politopos abstractos regulares.
Un politopo regular abstracto es definido como un conjunto, que se supone representa un conjunto de vértices, lados y caras, etc. de un politopo, con la idea de cuáles de esos "caen" en cuáles otros. Se imponen ciertas restricciones a los conjuntos, similares a las propiedades que deben satisfacer los politopos regulares clásicos (incluyendo los sólidos platónicos). Las restricciones, sin embargo, son suficientemente laxas para que teselaciones regulares, hemicubos, y aún objetos extraños como el 11-cell o aún más extraños, sean todos ejemplos de politopos regulares. La teoría es, en buena medida, un desarrollo de Egon Schulte y Peter McMullen (McMullen, 2002), pero otros investigadores también han realizado contribuciones.

## Construcción

### Polígonos
La forma tradicional de construir un polígono regular, o cualquier otra figura del plano, es mediante regla y compás. Construir algunos polígonos regulares es muy sencillo (el más fácil es posiblemente el triángulo equilátero), mientras que algunos son más difíciles o imposibles de construir. Los polígonos regulares más simples imposibles de construir usando regla y compás son los polígonos de n lados con n igual a 7, 9, 11, 13, 14, 18, 19, 21, y así sucesivamente.

### Poliedros
Los Elementos de Euclídes (ver por ejemplo Elementos en español) proporcionan un número de construcciones con regla y compás para los cinco sólidos platónicos. Sin embargo, la sola pregunta práctica de cómo se puede dibujar una línea recta en el espacio, aún con una regla, lleva a preguntarse qué significa exactamente "construir" un poliedro regular (por supuesto, la misma pregunta podría formularse respecto de los polígonos).
La palabra "construcción", tal como se la emplea en geometría, tiene la connotación de seguir un procedmiento sistemático para crear la cosa a construir. La forma más común de construir un poliedro regular es mediante despliegue o desdoblamiento. Para obtener el desdoblamiento de un poliedro, se toma la superficie del poliedro y se hacen cortes a lo largo del número de aristas suficiente para que la superficie pueda yacer plana. Esto da un plano del poliedro desplegado. Dado que las caras de los sólidos platónicos son solo triángulos, cuadrados y pentágonos, y todos esos polígonos pueden ser construidos con regla y compás, existen métodos de regla y compás por dibujar esos desdoblamientos. Lo mismo se aplica a los poliedros de Kepler.
Si el desdoblamiento se dibuja en cartón, o en un material que se pueda doblar (por ejemplo, hojas de metal), podría luego ser cortado, doblado a lo largo de los lados no cortados, uniendo a lo largo de los lados cortados apropiados, y así formar el poliedro para el cual se diseñó el desdoblamiento. Para un poliedro dado puede haber muchos desdoblamientos. Por ejemplo, hay 11 para el cubo, y más de 40000 para el dodecaedro. Algunos desdoblamientos interesantes del cubo, el octaedro, el dodecaedro y el icosaedro pueden verse en aquí.
Numerosos juguetes para niños, generalmente dirigidos a la franja de preadolescentes y adolescentes, permiten la experimentación con polígonos y poliedros regulares. Por ejemplo, klikko provee conjuntos de triángulos, cuadrados, pentágonos y hexágonos plásticos que pueden unirse lado a lado en un gran número de formas diferentes. Estos juguetes permiten a los niños redescrubrir los sólidos platónicos (o los sólidos arquimedeanos), especialmente si cuentan con ayuda de un adulto con conocimientos para guiarlos.
En teoría, pueden construirse poliedros regulares con casi cualquier material. Aquí (enlace roto disponible en Internet Archive; véase el historial, la primera versión y la última). y aquí, por ejemplo, hay instrucciones para construir modelos empleando técnicas de origami. Se los puede labrar en madera, modelar con alambre, formar con cristal emplomado. La imaginación es el límite.

### Dimensiones superiores
Cuando progresamos hacia dimensiones mayores se vuelve más difícil decir qué se entiende por "construir" los objetos. Claramente, en un universo tridimensional, es imposible construir un modelo físico de un objeto tetradimensional. Hay varias aproximaciones que se usan normalmente para lidiar con este problema.
El primer método es representar el objeto de dimensiones superiores en el espacio tridimensional, usando métodos análogos a los empleados para representar en el plano los objetos tridimensionales. Por ejemplo, los desdoblamientos mencionados en la sección previa tienen equivalentes en dimensiones superiores. Podría imaginarse aún construir un modelo de este desdoblamiento tal como se dibuja el desdoblamiento de un poliedro en el papel. Desafortunadamente, no será posible hacer el doblado de la estructura necesario para obtener un politopo tetradimiensional, dadas las restricciones del universo físico. Otra forma de "dibujar" las formas de dimensiones superiores en tres dimensiones es mediante alguna clase de proyección, por ejemplo, los análogos de la proyección ortográfica o de la perspectiva gráfica. El famoso libro de Coxeter sobre politopos (Coxeter, 1948) contiene algunos ejemplos de tales proyecciones ortográficas. Pueden encontrarse otros ejemplos en la web (por ejemplo, aquí). Nótese que representar los objetos tetradimensionales directamente en dos dimensiones es muy confuso. Los modelos tridimensionales de las proyecciones son más fáciles de entender; ocasionalmente pueden encontrarse estos modelos en museos de ciencia o departamentos de matemáticas de las universidades (como en la Université Libre de Bruxelles).
La intersección de un politopo regular tetradimensional con un hiperplano tridimensional será un politopo (no necesariamente regular). Moviendo el hiperplano a través de la forma, las "rebanadas" tridimensionales pueden combinarse y animarse en una suerte de objeto tetradimensional, donde la cuarta dimensión vendría a ser el tiempo. De esta manera, mediante estos cortes seccionales, podemos ver (aunque no entender completamente) la estructura completa en cuatro dimensiones de un politopo tetradimensional regular. Este método es análogo a la forma en que un tomógrafo axial computado reensambla imágenes bidimensionales para formar una representación de los órganos visualizados. El ideal sería un holograma animado de cualquier tipo; sin embargo, aún una simple animación tal como la que se muestra puede ofrecer alguna apreciación limitada de la estructura del politopo.
Otra forma en que un espectador tridimensional puede comprehender la estructura de un objeto cuatridimensional es a través de la "inmersión" en el objeto, posiblemente vía alguna forma de tecnología de realidad virtual. Para entender como trabajaría este método, imagine lo que vería si el espacio estuviera lleno con cubos. El espectador estaría estar dentro de uno de los cubos, y sería capaz de ver cubos enfrente, detrás, arriba, abajo, a la izquierda y a la derecha de sí mismo. Si se pudiese viajar en esas direcciones, se podría explorar el arreglo de cubos y entender su estructura geométrica. Un arreglo infinito de cubos no es un politopo en el sentido tradicional. De hecho, es una disección del espacio euclidiano tridimensional. Sin embargo, un politopo tetradimensional puede ser considerado una teselación de un espacio no euclidiano tridimensional, es decir, una teselación de la superficie de una esfera tetradimensional. Localmente, este espacio se verá como aquel con el que estamos familiarizados, y por lo tanto, se podría en principio programar un sistema de realidad virtual para permitir la exploración de esas "teselaciones", esto es, de los politopos regulares cuatridimensionales. El departamento de matemáticas de la UIUC tiene un número de imágenes de lo que se vería si el observador estuviese en una teselación de un espacio hiperbólico con dodecaedros. Tal teselación forma un ejemplo de un politopo regular abstracto infinito. Un ejemplo puede verse en esta página (enlace roto disponible en Internet Archive; véase el historial, la primera versión y la última)..
Normalmente, para los politopos regulares abstractos, un matemático considera el objeto como "construido" si se conoce la estructura de su grupo de simetría. Esto es así porque un importante teorema en el estudio de los politopos regulares abstractos provee una técnica que permite construir el politopo regular abstracto de su grupo de simetría de una manera directa y estándar.

## Politopos en la naturaleza

### Polígonos
En la naturaleza pueden observarse numerosos polígonos regulares. En el mundo de los minerales, los cristales a menudo tienen caras triangulares, cuadradas o hexagonales. Los cuasicristales hasta pueden tener caras en forma de pentágonos regulares. Otro fascinante ejemplo de polígonos regulares surgidos de procesos geológicos pueden observarse en la Calzada de los Gigantes en Irlanda, o en la Devil's Postpile en California, donde el enfriamiento de la lava ha formado áreas estrechamente acopladas de columnas hexagonales de basalto.

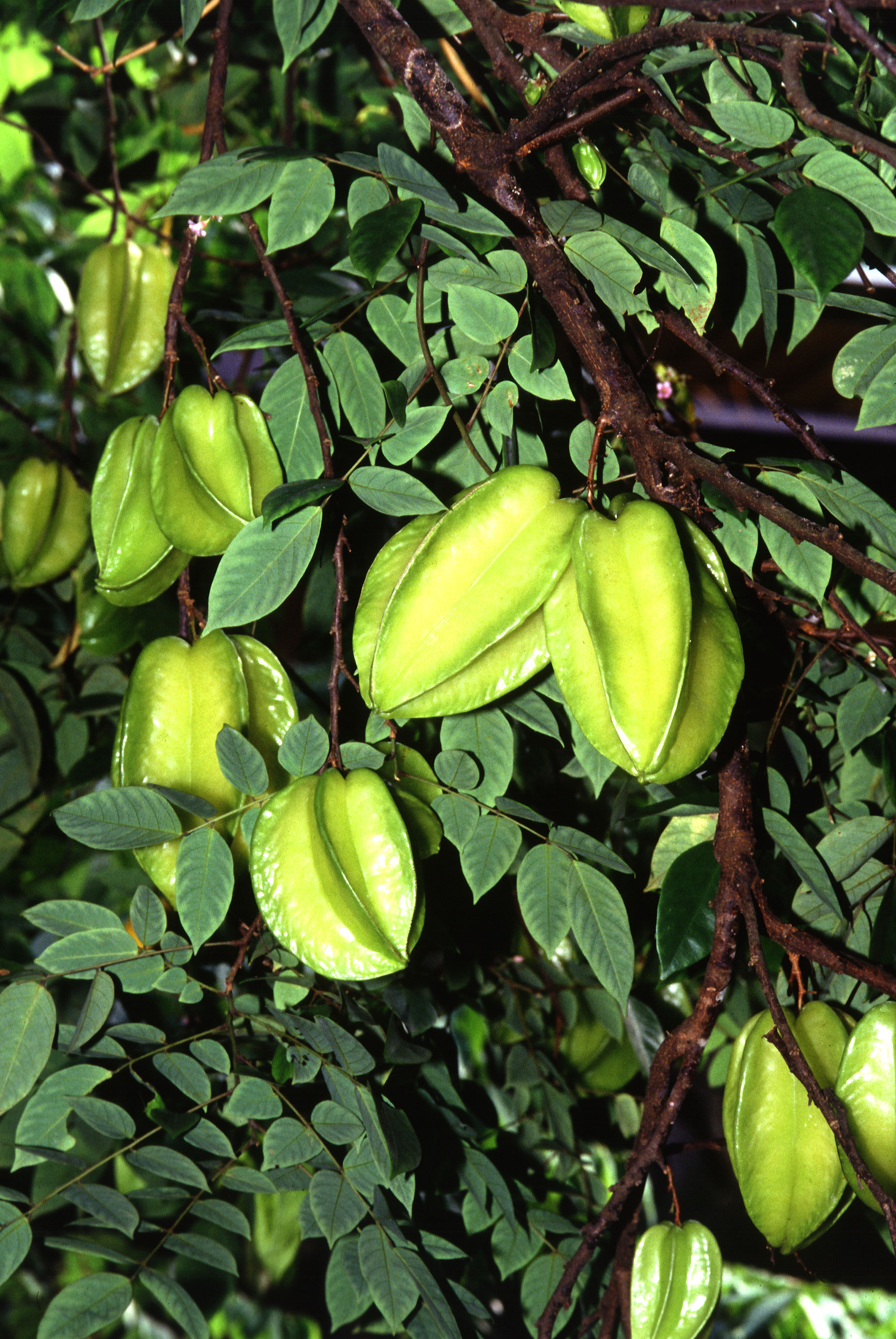
Carambola, una fruta popular del Sureste de Asia.

Los más famosos hexágonos en la naturaleza se encuentran en el reino animal. Los panales de abejas son un arreglo de hexágonos usados para almacenar miel y pólen, así como un lugar seguro para que las larvas crezcan. También existen animales que toman la forma aproximada de polígonos regulares (o al menos tienen la misma simetría); por ejemplo la estrella de mar, y algunas veces otros equinodermos tales como el erizo de mar, muestran la simetría de un pentágono u otros polígonos (tales como el heptágono). De hecho, los equinodermos no muestran simetría radial exacta. Sin embargo, las medusas la presentan, usualmente cuádruple (como el cuadrado) u óctuple.
La simetría radial (y otras simetrías) se observa también ampliamente en el reino vegetal, particularmente entre las flores, y en menor extensión las semillas y las frutas, siendo las formas de simetrí más comunes la pentagonal. Un ejemplo particularmente notorio es el de la carambola (Averrhoa carambola) una fruta semejante al mango originaria del sudeste asiático, cuyo corte seccional tiene forma de una estrella pentagonal.
Yendo de la tierra al espacio, matemáticos pioneros realizaron cálculos usando la ley de gravitación de Newton que establece que si dos cuerpos (tales como el Sol y la Tierra) orbitan el uno al otro, existen ciertos puntos en el espacio dónde un cuerpo más pequeño (tal como un asteroide o una estación espacial) permanecerá en una órbita estable, siguiendo por ejemplo a la Tierra pero nunca escapando o "retrasándose". Esos puntos son llamados puntos de Lagrange. El sistema Sol-Tierra tiene cinco puntos Lagrangianos. Los dos más estables están exactamente 60° adelante y detrás de la Tierra en su órbita. Esto es, si trazamos segmentos imaginarios que unan los centros del Sol y de la Tierra y uno de los puntos Lagrangianos estables, formarán un triángulo equilátero. Los astrónomos ya han encontrado asteroides troyanos en esos puntos. Aún se debate la practicidad de instalar una estación espacial en el punto lagrangiano: aunque podría no necesitar jamás de correcciones de curso, podría tener frecuentemente colisiones con los asteroides que ya están presentes ahí. Existen ya satélites y sondas espaciales en los puntos Lagrangianos menos estables, los que no forman el vértice de un triángulo equilátero con la Tierra y el Sol. Por ahora se han usado sobre todo para la observación solar y la sonda más famos situada en uno de esos puntos ha sido la SOHO.

### Poliedros
Los créditos por la primera construcción de sólidos platónicos no corresponden la raza humana. Todos ellos ocurren naturalmente en una forma o en otra, aunque no todas esas ocurrencias son distinguibles a simple vista. El tetraedro, cubo y octaedro aparecen como cristales. No se agotan allí las posibles formas de cristales (Smith, 1982, p 212), de las que hay 48. Ni los icosaedros regulares ni los dodecaedros regulares están entre ellas, aunque una de las formas, el piritoedro (llamado así por el grupo de piritas del cual es típico) tiene doce caras pentagonales, arregladas en el mismo patrón que un dodecaedro regular. Sin embargo, las caras son irregulares, por lo que el piritoedro tampoco es regular.
Al inicio del siglo XX, Ernst Haeckel describió (Haeckel, 1904) un número de especies de Radiolaria cuyos esqueletos tienen forma de varios poliedros regulares. Los ejemplos incluyen Circoporus octahedrus, Circogonia icosahedra, Lithocubus geometricus y Circorrhegma dodecahedra. Las formas de esas criaturas resultan obvias de sus nombres.
Un descubrimiento más reciente es el de un conjunto de nuevos tipos de moléculas de carbono, conocidas como fulerenos (una exposición sencilla de este descubrimiento puede verse en (Curl, 1991)). Aunque C60, el fulereno más fácil de producir, parece más o menos esférico, se supone que algunas de las variedades más grandes (tales como C240, C480 y C960) tienen ligeramente la forma de icosaedros redondeados, de unos pocos nanómetros de diámetro.
Al margen, en tiempos antiguos los pitagóricos creyeron que había una armonía entre los poliedros regulares y las órbitas de los planetas. En el siglo XVII, Johannes Kepler estudió los datos del movimiento planetario compilados por Tycho Brahe y durante una década trató de establecer el ideal pitagoreano encontrando una relación entre los tamaños de los poliedros y los tamaños de las órbitas de los planetas. Su búsqueda fracasó en su objetivo general, pero como consecuencia de estas investigaciones Kepler descubrió que los sólidos que hoy llamamos "de Kepler" son politopos regulares, que las órbitas de los planetas no son círculos, y las leyes del movimiento planetario por las cuales se hizo famoso. En la época de Kepler solo se conocían cinco planetas además de la Tierra, un número que igualaba el de los sólidos platónicos. El trabajo de Kepler, y los descubrimientos desde esa época de los planetas Urano, Neptuno y Plutón, han echado por tierra la idea pitagoreana.